# Gerard Nijboer
Gerard Nijboer (Países Bajos, 18 de agosto de 1955) es un atleta neerlandés retirado, especializado en la prueba de maratón en la que llegó a ser subcampeón olímpico en 1980.

## Carrera deportiva
En los JJ. OO. de Moscú 1980 ganó la medalla de plata en la maratón, recorriendo los 42,195 km en un tiempo de 2:11.20 segundos, tras el alemán Waldemar Cierpinski y por delante del soviético Satymkul Dzhumanazarov.